# Sassuolo Volley
Sassuolo Volley – żeński klub siatkarski z Włoch. Został założony w 2005 roku z siedzibą w Sassuolo. W sezonie 2006/2007 drużyna awansowała do Serie A1. Obecnie występuje pod nazwą Unicom Starker Kerakoll Sassuolo. W sezonie 2009-10, z powodu problemów finansowych zespół rezygnuje z gry w Serie A1.

## Informacje ogólne
- Klasa rozgrywek -  Serie A1
- Barwy - czarno-białe
- Hala - Pala Organelli
- Prezydent klubu -  Claudio Giovanardi
- Trener klubu -  Tommy Ferrari

## Kadra zawodnicza

### Sezon 2007/2008
- 2.  Juliana Nucu
- 4.  Sandra Vitez
- 5.  Valentina Cozzi
- 6.  Carmen Țurlea
- 7.  Francesca Devetag
- 9.  Lucia Bosetti
- 10. Giulia Pincerato
- 12. Elisa Lancellotti
- 14. Margareta Kozuch
- 16. Helena Havelkova
- 17. Ivana Plchotová

### Sezon 2008/2009
- Manuela Leggeri
- Lucia Bosetti
- Helena Havelkova
- Juliana Nucu
- Carmen Țurlea
- Giulia Rondon
- Cristina Vecchi
- Giulia Montanari
- Valeria Diomede
- Elena Guidi
- Elisa Cella